# Barbosa
Barbosa là một đô thị ở bang São Paulo của Brasil. 
Đô thị này có vị trí địa lý vĩ độ 21º16'00" độ vĩ nam và kinh độ là 49º56'57" động kinh tây, trên độ cao 386 mét. Dân số năm 2004 là 6.072 người, diện tích là 205,131 km².

## Dân số
Dữ liệu điều tra dân số năm 2000
Tổng dân số: 5.837
- Thành thị: 4.875
- Nông thôn: 962
- Nam giới: 2.939
- Nữ giới: 2.898

Mật độ dân số (người/km²): 28,46
Tỷ lệ tử vong trẻ dưới 1 tuổi (trên 1 triệu cháu): 22,45
Tuổi thọ bình quân (tuổi): 68,04
Tỷ lệ sinh (trẻ trên mỗi bà mẹ): 2,57
Tỷ lệ biết đọc biết viết: 88,00%
Chỉ số phát triển con người (bình quân): 0,746
- Chỉ số phát triển con người (thu nhập): 0,660
- Chỉ số phát triển con người (tuổi thọ): 0,717
- Chỉ số phát triển con người (giáo dục): 0,861

(Nguồn: IPEADATA)